# Hrudky (potok)
Hrudky je potok na západním Slovensku, protékající územím okresů Trnava a Senica. Je to levostranný přítok Rudavy, měří 8,6 km a je vodním tokem IV. řádu.

## Pramen
Pramení v Malých Karpatech, v podcelku Brezovské Karpaty, nedaleko obce Buková v nadmořské výšce (319 m n. m.)

## Popis toku
Potok teče od pramene k ústí velkým obloukem ohnutým na jih. Nejprve teče na západ, zprava přibírá přítok zpod Osečníka (406,9 m n. m.) a další tři krátké občasné přítoky zpod Hrubého kamence (404,8 m n. m.), které ústí v lokalitě chráněných zamokřených luk (PR Buková), následně vtéká do vodní nádrže Buková. Do nádrže ústí zleva přítok ze severního svahu Veterlína (723,5 m n. m.). Z přehrady vytéká potok západojihozápadním směrem, přičemž se esovitě stáčí, prořezává se územím PR Kamenec s ochranou lesních společenstev na triasových vápencích a vzápětí mění směr toku postupně až na severozápad. Vstupuje do Borské nížiny, do podcelku Podmalokarpatská sníženina a protéká obcí Plavecký Peter. Zleva ještě přibírá krátký přítok z lokality Trávniky a severozápadně od zmíněné obce ústí v nadmořské výšce kolem (192 m n. m.) do Rudavy.